# Орден Святого рівноапостольного великого князя Володимира (РПЦ)
Орден святого рівноапостольного великого князя Володимира — найстаріший орден РПЦ, другий за старшинством.

## Статут
Орденом нагороджуються предстоятелі та ієрархи помісних православних церков, архієреї та клірики РПЦ за багаторічне служіння у священному сані чи за заслуги перед РПЦ. Орденом можуть бути нагороджені церковні та громадські діячі за заслуги перед церквою.

## Опис
Знак ордена є позолоченим грецьким хрестом з вузьким опуклим рантом. Гілки хреста з рельєфними променями вкриті червоною емаллю. В центрі знаку — круглий, білий емалевий медальйон, з позолоченою рельєфною монограмою СВ (Святий Володимир). Медальйон оточений позолоченим опуклим рантом. Навколо медальйону розташовано пояс зі стилізованим девізом: ЗА ЦЕРКОВНЫЕ ЗАСЛУГИ. Пояс вкрито червоною емаллю й окантований рельєфним орнаментом у вигляді джуту. Знак через вушко й кільця кріпиться до орденської стрічки. На зворотному боці орден має номер. Матеріали: срібло, позолота, холодна емаль. Розміри: 60×60 мм.
Зірка ордена — позолочена, восьмикутна, з гладкими двогранними променями. По діагоналях зірки розташовані одиночні промені, окантовані рантами. В центрі зірки — круглий медальйон з образом святого Володимира, виконаний за технікою художньої фініфті. У правій руці святого восьмикутний хрест, ліва рука на рівні плеча. По боках від святого — стилізований напис: зліва — СТЫЙ РАВНОАП. (святий рівноапостольний), справа — БЛГ.КН.ВЛАДИМИР (благовірний князь Володимир). Навколо медальйону розташований пояс зі стилізованим девізом: ЗА ЦЕРКОВНЫЕ ЗАСЛУГИ. Пояс вкрито червоною емаллю й окантовано опуклим рантом. Навколо поясу розташовані фіаніти. У верхній частині медальйону — позолочена митра, увінчана хрестом. Матеріали: срібло, позолота, фіаніти, холодна емаль, художня фініфть. Розміри: 85×85 мм.
Стрічка ордена шовкова муарова шириною 100 мм червоного кольору з широкими чорними смугами по краях, а також тонкою каймою червоного кольору. Носиться через праве плече, для архієреїв і кліриків — на шиї.
Планка ордена є прямокутною металевою пластиною, обтягнутою муаровою стрічкою червоного кольору з широкими чорними смугами по краях, а також тонкою каймою червоного кольору. В центрі орденської планки розташована восьмикутна мініатюрна зірка ордена золотавого кольору. В центрі зірки — золотавий медальйон, оточений емалевим поясом червоного кольору. Розміри: 28×14 мм.